# 파이프 롤

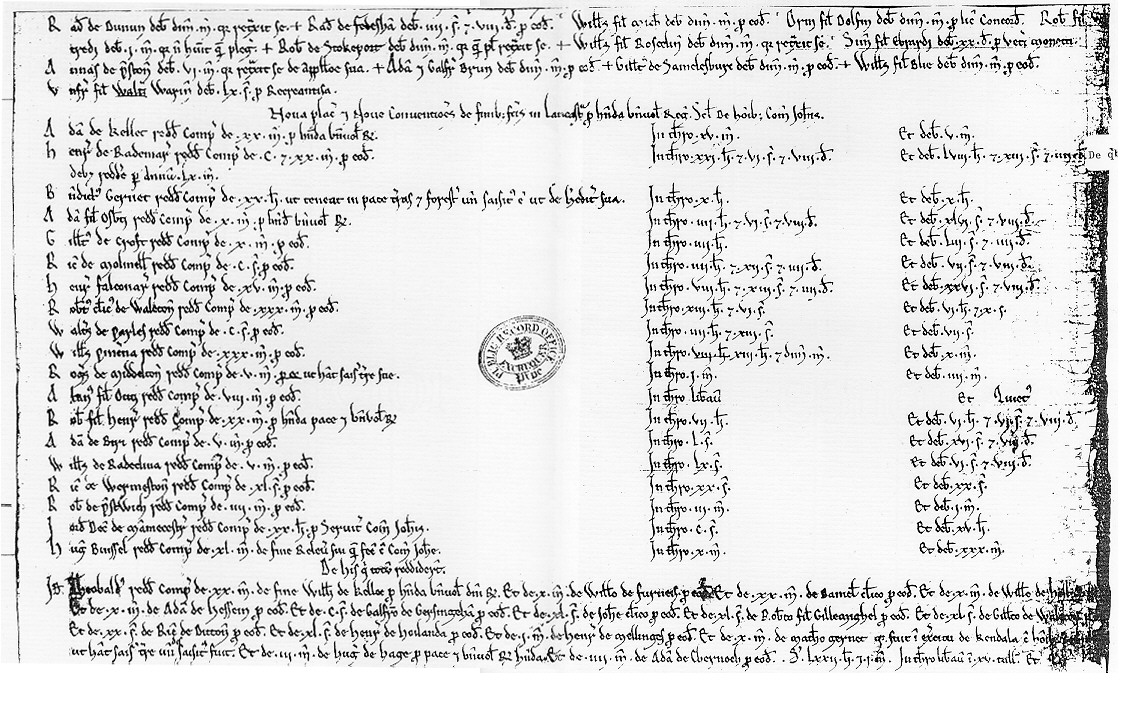
1194년의 파이프 롤

파이프 롤(영어: Pipe Rolls)은 잉글랜드 재무부에서 작성한 회계 감사 기록이다. 둠스데이 북과 함께 중세 잉글랜드의 재정 기초가 된 자료이며, 매년 작성된 공문서 중에서는 역사상 최고로 오래된 것도 있고, 가장 오랫동안 작성된 것도 있다.
각지의 주 장관으로부터 매년 왕실령이나 공석 주교구에서 소득, 기타 각종 조세의 소득을 조사하고 국왕 행정의 소비지출의 차감 등도 재무부에서 감사를 실시하였다. 그 기록을 파이프 모양의 두루마리에 공문서 형식으로 매년 작성하여 보관하였다. 가장 오래된 기록은 1131년의 것으로, 초기의 것은 누락된 것도 있지만 1156년 재무부가 폐지되기 직전인 1831년까지의 기록이 거의 누락없이 현존하고 있다. 중세 후기 이후 주 장관 이외의 재정기관 및 관리로부터의 수지보고와 감사기록도 기재되어 있다. 재무부를 거치지 않은 일부 소득은 파악되어 있지 않지만, 이후 잉글랜드의 재정 통계의 모범이 되었고 특히 사료가 적인 12세기~13세기의 잉글랜드 정치사와 재정사의 귀중한 사료이다.
현재 영국 국립 공문서관에 보관되어 있다.

## 참고 문헌
- 영미 역사 사전(ISBN 978-4-7674-3047-8)